# Aire: Just Breathe
Aire: Just Breathe, o simplement Aire, és una pel·lícula post-apocalíptica dramàtica de   ciència-ficció del 2024 coescrita, coproduïda i dirigida per Leticia Tonos. Protagonitzada per Sophie Gaëlle, Paz Vega i Jalsen Santana. La pel·lícula segueix el viatge d'una biòloga per preservar el que queda de la humanitat mitjançant implantant intel·ligència artificial per inseminar-se. Va ser seleccionada com a entrada dominicana per al Millor pel·lícula internacional als Premis Oscar de 2023, però no va ser nominada.

## Argument
L'any 2147, un virus com a resultat d'una Gran Guerra Química ha deixat tots els homes al planeta estèrils, posant la humanitat a la vora de l'extinció. La biòloga i científica Tania intenta inseminar-se per assegurar la supervivència de l'espècie humana, ajudada per un sistema d'intel·ligència artificial anomenat VIDA. Tanmateix, tot canvia quan apareix Azarias, un viatger amb un passat fosc i possiblement un dels últims homes del planeta.

## Repartiment
- Sophie Gaëlle com a Tania[1]
- Jalsen Santana com a Azarías[1]
- Paz Vega com a VIDA[1]
- Camila Cosio com a Veu Operacional

## Estrena
Es va estrenar el 28 de gener de 2024, al 53è Festival Internacional de Cinema de Rotterdam, després es va projectar el 16 de maig 2024, al 77è Festival Internacional de Cinema de Canes el 30 de juny de 2024 al Fantastic Zagreb Film Festival, el 5 de juliol , 2024, al 28è Festival Internacional de Cinema Fantàstic de Bucheon, i el 12 de juliol de 2024 a les el 34è Galway Film Fleadh.
Es va estrenar comercialment el 15 d'agost de 2024 als cinemes dominicans.

## Reconeixments
| Any  | Premi / Festival                                  | Categoria             | Receptor           | Resultat | Ref.   |
| ---- | ------------------------------------------------- | --------------------- | ------------------ | -------- | ------ |
| 2024 | 53è Festival Internacional de Cinema de Rotterdam | Premi VPRO Big Screen | Aire: Just Breathe | Nominat  | [ 12 ] |